# Kill Bok-soon
Pour plus de détails, voir Fiche technique et Distribution.
Kill Bok-soon (hangeul : 길복순 ; RR : Gilbogsun ; MR : Kilboksun ; litt. « Gil Bok-soon ») est un film sud-coréen réalisé par Byun Sung-hyun, sorti en 2023 sur Netflix.
Il est sélectionné hors compétition dans la section « Berlinale Special » de la Berlinale 2023.

## Synopsis
Gil Bok-soon (Jeon Do-yeon) est une mère célibataire. Elle est également une tueuse fatale, avec un taux de succès de 100 % sur les différents assassinats commandités. Elle travaille pour M.K. Ent, une entreprise dirigée par Cha Min-kyoo (Sol Kyung-gu). Ce dernier l'a dressée en parfaite tueuse, et chacun d'eux s'engage à se tenir à un respect mutuel. En même temps, elle est consciente que son patron est une personne formellement dangereuse capable de tout lui enlever. Cha Min-Hee (Esom) est la sœur cadette de Cha Min-Kyu, travaillant comme adjointe chez M.K. Ent. Elle ne montre pas ses sentiments à quiconque. Han Hee-seong (Koo Kyo-hwan) est un tueur pour M.K Ent, très qualifié dans son métier, mais n'y est pas reconnu par les autres. Juste avant que Gil Bok-Soon ne doive renouveler son contrat, elle se voit impliquée pour abattre ou pour être abattue,,.

## Fiche technique
Sauf indication contraire ou complémentaire, les informations mentionnées dans cette section peuvent être confirmées par la base de données de KMDb
- Titre original : 길복순
- Titre international : Kill Boksoon
- Titre français : Kill Bok-soon
- Réalisation et scénario : Byun Sung-hyun
- Musique : Kim Hong-jip et Lee Jin-hee
- Direction artistique : Han Ah-rum
- Costumes : Kim Jeong-won
- Photographie : Cho Hyeong-rae
- Son : Kim Byeong-in
- Montage : Kim Sang-bum
- Production : Yi Jin-hee
- Société de production : Seed Film[1],[2],[3]
- Société de distribution : Netflix
- Pays de production :  Corée du Sud
- Langue originale : coréen
- Format : couleur
- Genre : action
- Durée : 137 minutes
- Date de sortie :
  - Corée du Sud : 18 février 2023 (Berlinale)[4] ; 31 mars 2023 (Netflix)[5]

## Distribution
- Jeon Do-yeon (VF : Claire Guyot) : Gil Bok-soon
  - Park Se-hyun (VF : Anissa Bellone) : Gil Bok-soon, jeune
- Sol Kyung-gu (VF : Marc Saez) : Cha Min-kyoo
  - Lee Jae-wook : Cha Min-kyoo, jeune
- Kim Si-a (VF : Clara Quilichini) : Gil Jae-yeong
- Esom (VF : Ludivine Maffren) : Cha Min-hee
- Koo Kyo-hwan (VF : Adrien Larmande) : Han Hee-seong
- Lee Yeon (VF : Alice Orsat) : Kim Yeong-ji
- Park Kwang-jae (VF : Julien Kramer) : Gwang-il
- Jang In-sub (VF : Hervé Grull) : Yoon-seok
- Choi Byung-mo (VF : Tom Trouffier) : Hyeon-cheol
- Kim Sung-oh (VF : Jérémie Bédrune) : l'inspecteur Shin
- Kim Ki-cheon (VF : Franck Capillery) : Soo-geun
- Gi Ju-bong : CEO Ki
- Kim Jun-bae : CEO Bae
- Jang Hyun-sung : le père de Gil Bok-soon
- Hwang Jung-min : Shinichiro Oda / Kim Kwang-li
- Yoon Kyung-ho : le directeur Yang No-soon
- Kim Jae-hwa : la mère de Yoo Cheol-woo

 Source et légende : version française (VF) sur RS Doublage

## Production
Le 4 janvier 2022, Jeon Do-yeon, Sol Kyung-gu, Esom et Koo Kwan ont confirmé leur participation au nouveau film d'action signé Byun Sung-hyun, produit par Seed Film pour Netflix,,. Le 28 mars, Kim Si-a est choisie pour le film dans le rôle de Gil Jae-yeong, la fille de Gil Bok-soon. Le lendemain, c'est au tour de Lee Yeon de se rejoindre à Jeon Do-yeon, dans le rôle Yeong-ji.

## Accueil

### Festival et sortie
En janvier 2023, le film est sélectionné hors compétition dans la section « Berlinale Special » et projeté le 18 février de la même année à la Berlinale (Allemagne). Il est diffusé en mode continu depuis le 31 mars de la même année sur Netflix.

### Critique
Sur l'agrégateur américain Rotten Tomatoes, il récolte 81 % avec d'opinions favorables pour 32 critiques.